# 이벤트 호라이즌
이벤트 호라이즌(Event Horizon)은 1997년 개봉한 SF, 공포 영화이다. 우주 탐사를 떠났다가 실종된 이벤트 호라이즌 호를 발견한 주인공 일행이 선내에 진입하고 겪는 이야기를 그린다.

## 줄거리
서기 2047년, 광속보다 빠른 속도로 우주를 여행하던 탐사선 '이벤트 호라이즌'호가 실종된다. 7년 후, 숱한 의문을 남긴 채 사라진 이벤트 호라이즌호에서 희미하게 생존 신호를 확인한 미 우주국은 이 우주선에 대한 여러 가지 의문점과 생존자 확인을 위해 구조선 '루이스 앤 클락'호를 파견한다. 밀러(Miller: 로렌스 피쉬 본 분)를 리더로 한 이 구조대에는 이벤트 호라이즌호를 직접 제작했던 윌리엄 위어(Weir: 샘 닐 분) 박사도 포함돼 있다.
밀러 선장을 비롯한 루이스 앤 클락호의 대원들은 목적지인 해왕성 궤도에서 이벤트 호라이즌호를 발견하고 생명의 흔적이 느껴지지 않는 이 우주선에 올라 수색작업을 벌이지만 이벤트 호라이즌호의 대원들은 모두 숨진 상태이다. 그런데 수색 작업에 투입된 대원들이 모두 이상한 환영에 시달리게 되고 하나 둘 목숨을 잃는 일이 발생한다. 결국 밀러 선장과 나머지 대원들은 이벤트 호라이즌호가 살아 있다는 가설을 세우게 되고, 또 이 우주선에서 보내온 '리베라데 투테메'라는 라틴어 메시지가 '구해 달라'는 내용이 아니라 사실은 '이 지옥에서 당신들을 구하라'라는 것임을 알아낸다. 이에 밀러 선장은 위어 박사와 남은 대원들에게 철수를 명령한다.
사실 이벤트 호라이즌호는 차원과 차원 사이에 구멍을 뚫어 블랙홀을 만드는 중력구동기에 의해 순간적인 공간 이동을 하는 우주선이었고, 루이스 앤 클락호 대원들이 겪은 이 모든 일들은 아직 알려지지 않은 차원의 우주에서 강력한 힘이 작용했기 때문이었다. 한편 자신이 만든 이벤트 호라이즌호에 강한 집착을 가진 위어 박사는 중력구동기를 통해 차원 반대편 우주의 무엇인가에 매료되고 만다. 이제 루이스 앤 클락호 대원들은 끊임없이 환영을 불러 일으키는 악령의 우주선과 악마의 화신으로 변해 차원의 문을 통과하려는 위어 박사에 맞서 목숨을 건 사투를 벌인다.

## 한국판 성우진(MBC)
- 권혁수 - 위어 (샘 닐)
- 신성호 - 밀러 (로렌스 피시번)
- 정남 - 스타크 (조엘리 리처드슨)
- 기경옥 - 피터즈 (캐슬린 퀸란)
- 이종혁 - 스미스 (숀 퍼트위)
- 엄현정 - 클레어 (홀리 챈트)
- 이철용 - 쿠퍼 (리처드 T. 존스)
- 최석필 - 디제이 (제이슨 아이삭스)
- 송준석 - 킬백 (피터 매링커)
- 표영재 - 저스틴 (잭 노즈워시)
- 김서영
- 채의진
- 최한